# Arise Black Man
 (novembre 2023).
Si vous disposez d'ouvrages ou d'articles de référence ou si vous connaissez des sites web de qualité traitant du thème abordé ici, merci de compléter l'article en donnant les références utiles à sa vérifiabilité et en les liant à la section « Notes et références ».
Albums par
Arise Black Man est une compilation de titres de Peter Tosh, d'instrumentaux (joué par Tosh lui-même ou par d'autres musiciens) et de versions deejay, parue en 2000 chez Trojan.

## Liste des chansons
1. Brand New Second Hand  (Tosh)  4:26
2. Maga Dog  (Tosh) 2:46
3. Skanky Dog  (Gibson)  2:38
4. Boney Dog  (Gibson)  2:40
5. Maingy Dog  (Gibson)  3:02
6. Fat Dog  (Gibson)  2:59
7. The Crimson Pirate  (Lee)  2:43
8. Rightful Ruler  (Perry)  2:35
9. Moon Dust  (Lee)  2:34
10. 400 Years  (Marley, Tosh)  2:33
11. Ambitious Beggar  (Edward) 2:31
12. Memphis  (Marley)  2:10
13. Rudie's Medley  (Dacres, Kong, Tosh)  3:14
14. The Return of Alcapone  (Tosh)  2:20
15. Them a Fe Get a Beaten  (Tosh)  1:55
16. Reuben  (Traditional)  2:04
17. Stop the Train  (Tosh)  2:22
18. Sun Valley  (Tosh)  2:18
19. Nobody's Business  (Tosh)  3:13
20. Selassie Serenade  (Tosh)  3:09
21. Downpresser  (Tosh)  3:13
22. Pepper Sead  (Unknown)  2:25
23. Arise Black Man  (Tosh)  2:38
24. Romper Room  (Tosh)  2:25
25. Brand New Second Hand  (Tosh)  3:58